# Carley Dodd
Carley Dodd es un doctor en Comunicación Intercultural por la Universidad de Oklahoma, y docente de la Universidad Cristiana de Abilene. Actualmente es un investigador intercultural, consultor y educador con más de 13 libros y 150 ensayos académicos. Ha conducido consultorías en temas de interculturalidad con más de 90 organizaciones incluyendo algunas incluidas en la lista de las 500 más grandes compañías globales como Whirlpool y Toro International. Ha servido igual como jefe de la División Nacional de Asociación Intercultural, Presidente de la Asociación de Graduados de la Universidad de Texas y Presidente de la Asociación de Comunicación de Artes de Kentucky.

## Biografía
Nacido en 1956 en Texas, Estados Unidos Carley H. Dodd estudió en Mc Arthur High School en San Antonio Texas. Inició su camino universitario con la vocación de un docente. En 1967 inicia su carrera universitaria en la Universidad Cristiana de Abilene donde se caracterizó por tener iniciativa de investigación en el campo de la comunicación Interpersonal e Intercultural. En 1974 acaba su formación con un doctorado en la Universidad de Oklahoma convirtiéndose en el Doctor más joven en graduarse, haciéndolo a la edad de 26 años. Entre sus actividades y afiliaciones están el Dean’s Honor Roll, el Alpha Chi Honor Society y Cum Lade. Actualmente es uno de los miembros de la NDEA en la Universidad de Oklahoma. Actualmente se desempeña como autor y docente, con 36 años enseñando en la Universidad de Abilene , ha publicado su libro “Business and Professional Communication” en 2011 el cual es usado en más de 200 universidades del mundo y traducido en 5 idiomas. Desde 2015 mantiene su empresa “Go Culture International.com” el cual ayuda a expatriados y sus familias a prepararse para ubicarse dentro de su país o en el extranjero. Parte de su trabajo fue un experimento de teoría intercultural explicado a continuación. 

## Teoría Intercultural

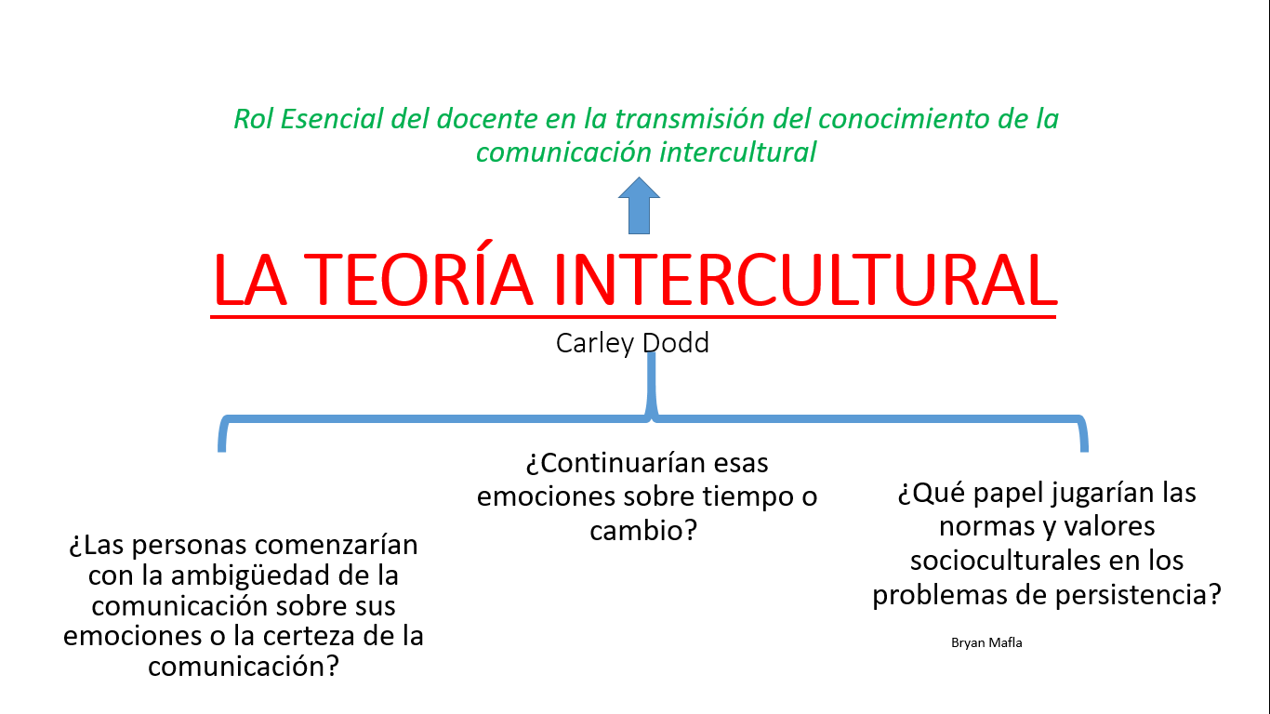
se plantean 3 preguntas basadas en un estudio de Carley Dodd

Carley Dood considera de manera esencial el rol del docente en la transmisión del conocimiento de la comunicación intercultural debido al alto crecimiento de interdependencia cultural (Organización Mundial de la Salud,2014). Los educadores de la comunicación de acuerdo a sus palabras tienen la oportunidad de equipar a las nuevas generaciones con entrenamientos y educación en modo de mentoría que tenga implicaciones intrapersonales. Para fundamentar esta información realizó un estudio donde comparó las implicaciones de una educación basada solo en aspectos nacionales, culturales, de identidad y educación intercultural basada en el compromiso con el lado interpersonal de la otra cultura. Este es un método fundamentado en las declaraciones de Deardoff’s (2015).

#### Preguntas de razón e investigación
Carley Dodd nos menciona que los sucesos y tragedias son un caso de orientación cultural y de información orientada a la crisis y su impacto en las emociones. Con el objeto de entender las implicaciones teóricas desde la perspectiva de crisis es necesario realizarse las siguientes preguntas. (1) Una pregunta se refiere a las fuentes de información. En esta pregunta, nosotros tratamos de comprender la naturaleza de la difusión de la información dentro de un evento culturalmente consciente como el 11 de septiembre y cuestiona cómo es la información descubierta. (2) Una segunda pregunta se refiere a la persistencia emocional de este evento de crisis. ¿Las personas comenzarían con la ambigüedad de la comunicación sobre sus emociones o la certeza de la comunicación? ¿Continuarían esas emociones sobre tiempo o cambio? ¿Qué papel jugarían las normas y valores socioculturales en los problemas de persistencia?
Las preguntas de investigación para el estudio se basan en la suposición de que las fuentes de información de perfil son un proceso continuo de evaluación cultural. Cuando los estudiosos de la comunicación exploran la naturaleza de la difusión de información, más completan su comprensión de la "cultura de la información". Esa suposición puede ser hecha para compartir información ordinaria (como información operacional o rumores) así como también para eventos extraordinarios, como mensajes de crisis. La fuerza relativa de las fuentes de información interpersonal versus las fuentes de información mediadas sigue siendo pregunta significativa.
A la luz de la investigación de las últimas noticias sobre las crisis, ¿serían estas interpersonales, presumiblemente fuentes más basadas en la inmediatez,  más importantes que las mediadas? La respuesta debería agregar un perfil al conocimiento de la comunicación sobre la naturaleza de la información de noticias trágicas en una condición cultural nacional como el 11 de septiembre.

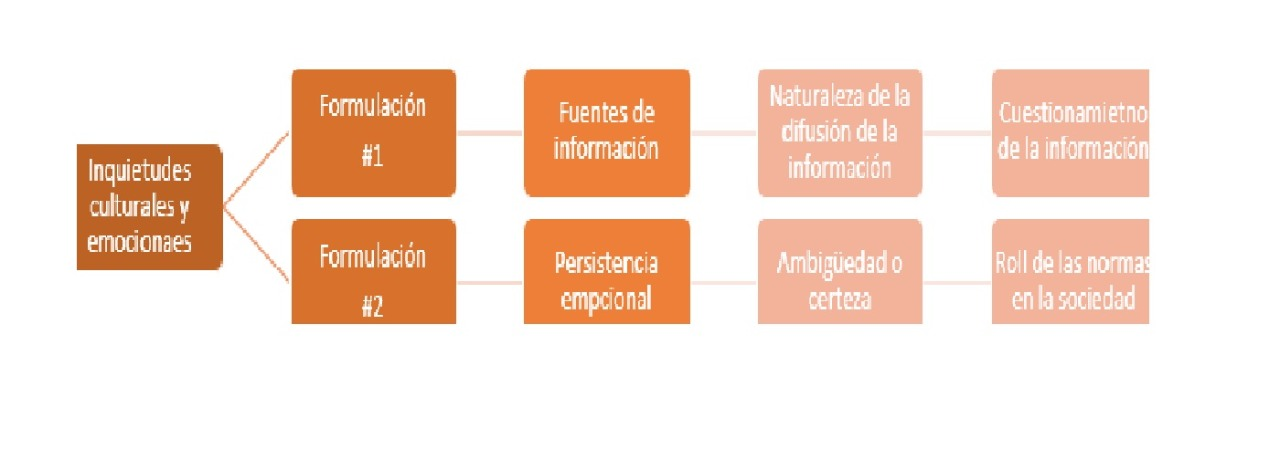

#### Pregunta de investigación 1: ¿Cuáles son las fuentes de información para esta crisis de la comunicación?
Además, Dodd ha hecho estudios de comunicación que reconocen la influencia del conocimiento cognitivo y afectivo  de la información sobre la persuasión. De acuerdo con la literatura muestreada arriba, los eventos de comunicación se convierten en un mensaje cultural, que también estimula discurso sobre el evento. Evaluar el recuerdo de la respuesta emocional inmediatamente después del evento y luego un año más tarde abriría una comprensión de cambio emocional con el tiempo con respecto a los eventos de crisis. Iluminando este tema poco estudiado de cambios afectivos resultantes de la crisis cuestiona cómo la cultura influye cuales emociones persisten y cuales cambian. Por lo tanto, una segunda pregunta de investigación exige un perfil de respuestas emocionales del día del ataque y un año después.
Pregunta de investigación 2: ¿Qué cambios emocionales se han producido como resultado de esta comunicación crisis de cultural?

#### Métodos
Encuestados
Este estudio encuestó a 76 personas de 17 a 20 años, de una universidad de tamaño medio en el Sudoeste de los Estados Unidos. El cumplimiento en el estudio fue voluntario y tiempo amplio se proporcionó en un salón de clases con el fin de permitir  que la muestra pueda completar la encuesta. El género se dividió en un 37% de hombres y un 63% mujeres. Es importante que los datos se recogieron el 12 de septiembre de 2002, obviamente un año después del evento de crisis.

#### Instrumento de la encuesta
Con este fin, Dodd recolecta fuentes de información. El instrumento incluye fuentes de información al escuchar los acontecimientos del 11 de septiembre de 2001. Estas fuentes analizadas por su frecuencia incluían: (1) TV, (2) radio, (3) persona al azar, (4) maestro en clase, (5) amigo y (6) padre. Las ubicaciones en la primera audiencia del evento de crisis incluido: (1) escuela, (2) hogar, (3) negocios u oficina, (4) oficina / trabajo, (5) la casa de un amigo, (6) fuera del país, (7) la radio del automóvil.
Respuesta afectiva al 11 de septiembre. Una pregunta en el instrumento utilizó una técnica abierta para que los encuestados recuerden y escriban sus emociones sobre los eventos del 11 de septiembre. Una segunda pregunta abierta pidió a los encuestados informar sus emociones actuales sobre el 11 de septiembre (que fue un año más tarde).
A los encuestados se les dio suficiente tiempo para completar estas preguntas abiertas.
El análisis de contenido de estos artículos entre los encuestados proporcionó una categorización de doce emociones. Para analizar la frecuencia estadística de las emociones, la respuesta de cada individuo fue codificada como "sí" o "no" con respecto a la presencia o ausencia de cada emoción.

#### Método de análisis de datos
Los datos recolectados fueron codificados como se indicó anteriormente. Las fuentes y la ubicación de los resultados del perfil se obtuvieron mediante la aplicación de un análisis de frecuencia, mientras que las diferencias fueron analizados con Chi-cuadrado de una sola manera. The Wilcoxon Sign Test para medidas relacionadas y la prueba de signo para las medidas relacionadas analizaron las diferencias significativas entre las emociones antes y un año después. Todas las estadísticas fueron realizadas con SPSS-pc.

#### Metodología del experimento

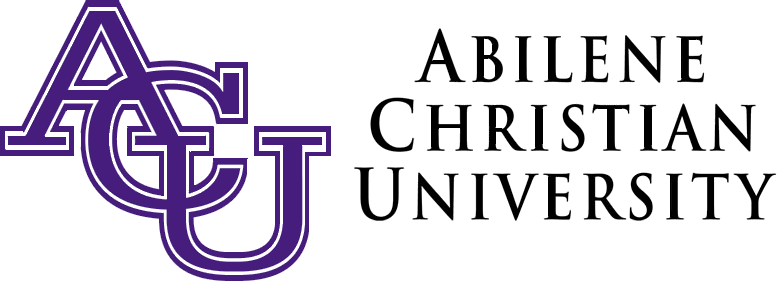
Abilene Christian University. alma mater de Carley Dodd.

107 estudiantes de la Universidad de SouthWestern Estados Unidos, organizados en dos grupos. Estos fueron analizados por 4 meses consecutivos, en los cuales se les impartió dos diferentes sesiones, la primera de Base-Competencia (GCA’s scale) y otra de parámetros interculturales aislados de la conexión interpersonal. Posteriormente se compararon los resultados como se explica a continuación. 
Introducción
De acuerdo a Carley Dodd y Velten, la educación superior demanda cada vez más la internacionalización de currículos, unidades o cursos que faciliten los resultados de educación global. Una razón es el número de estudiantes que estudian más allá de las fronteras nacionales que se acercan a los tres millones (Jackson, 2015) con aproximadamente 200,000 estudiantes de EE. UU. Estudiando en el extranjero (Spitzberg y Changnon, 2009). Segundo, se espera en el sector de trabajo una mayor conciencia global, viajes y comercio. GMAC anual y  el Brookfield (2014) informaron que la expatriación del proyecto aumentará hasta un 47% en los próximos años, pero también documentan tasas interculturales de retorno temprano y fracaso en más del 30%. En tercer lugar, los estudiantes en colegios y universidades poseen deficiencias en habilidades generales y en educación preparándolos internacionalmente (Consejo Estadounidense de Educación, 2000, Hayward y Siaya, 2001).
Una creciente interdependencia cultural (Organización Mundial de la Salud, 2014) y las condiciones internacionales tradicionalmente señalan que la responsabilidad de desarrollar una conciencia global recae en los colegios y universidades (Qiang, 2003). En respuesta, alrededor del 71% de las instituciones de educación superior han iniciado o fortalecido la programación internacional que se centra en la cultura general o la educación específica de la cultura (Childress, 2009; de Wit, 2002; Leask, 2009). Ejemplos de programas incluyen certificación especial de postgrado en lengua extranjera, así como participación en estudios interculturales XXV: 3 (2016) Velten & Dodd en eventos interculturales locales y estudios en el extranjero (es decir, el Programa de Conciencia Global de la Universidad de Kansas, 2014; Syracuse University, 2014; Taylor, 2004).En otro ejemplo, el programa de Educación Internacional de Fayetteville State University (2014) se enfoca en preparar a los estudiantes para la "interdependencia global" predominantemente a través de programas de investigación que complementan las experiencias de estudio en el extranjero (p.1). Para producir graduados que puedan "trabajar a través de las fronteras", la Universidad de Seattle (2014) desarrolló una Especialización de Concienciación Global donde los estudiantes se matriculan en cursos culturales diseñados para complementar especializaciones y carreras (página 1). Estos ejemplos son alentadores y comienzan a abordar la justificación de tales programas. Sin embargo, los educadores de comunicación tienen una tarea adicional para realzar el compromiso y la interacción cultural real, una tarea específica que supera las categorías de conciencia global. Esa tarea galvaniza las competencias relevantes de comunicación intercultural (ICC). 
La Asociación Nacional de Educación (2012) señaló que "si los estudiantes de hoy quieren competir en esta sociedad global..., también deben ser comunicadores competentes" (p.5). Con tantos estudiantes y profesionales que estudian o trabajan en culturas de acogida, la necesidad de una educación de comunicación que prepare a los estudiantes para la competencia de comunicación intercultural es sustancial (Arasaratnam, 2015; Jackson, 2015; Martin, 2015). Lamentablemente, la evidencia es limitada y demuestra que los CCI van más allá de la conciencia cultural o el conocimiento. Es decir, existe una necesidad de programas basados en resultados y, en particular, de educación en comunicación intercultural que pueda demostrar resultados de ICC específicos y mensurables (Deardorff, 2006).
La investigación para informar los resultados de efectividad de la educación de comunicación intercultural es una agenda de investigación viable. El comienzo de dicha búsqueda gira al lado de una revisión de ICC. 2. Competencia intercultural A veces también se lo denomina ajuste o efectividad, la competencia intercultural (IC) a menudo se superpone con la teoría de la comunicación intercultural para incorporar la investigación y las prácticas de competencia de comunicación intercultural (ICC). Una breve reseña de la investigación de la piedra de toque describe algunas de las tendencias en el desarrollo de la CCI y su importancia para la educación de la comunicación intercultural. Históricamente, IC destacó el ajuste y la adaptación psicológica y sociológica del expatriado (Ward y Kennedy, 1993; Ward y Rana-Deuba, 1999). Índices de aculturación como integración, separación, marginación y asimilación (por ejemplo, Caligiuri, 2000; Black & Stephens, 1989) solían trabajar a partir de un modelo de estrés clásico de expatriados que generalmente medía el ajuste relacionado con tres resultados: trabajo, interacción y cultura general. Tanto los estudios a gran escala (Bhaskar-Shrinivas, Harrison, Shaffer & Luk, 2005) como longitudinales (Anderzen y Arnetz, 1997) respaldaron continuamente el modelo de ajuste de Black, Mendenhall y Oddou (1991) que afirmaba un modelo de estresor-estrés-tensión tres dimensiones principales de ajuste: (1) factores generales no relacionados con la cultura de acogida, como las condiciones de vida, la comida local, el transporte, el entretenimiento, las instalaciones y los servicios de atención médica; (2) interacción asociada con nacionales del país anfitrión dentro y fuera del trabajo; y (3) asignación de trabajo o trabajo. Estos tres resultados han moldeado históricamente el desarrollo de la teoría fundacional y la medición del ajuste transcultural (Mendenhall, Kuhlmann, Stahl y Osland, 2002). 
La investigación de IC analizó el ajuste desde la perspectiva de una competencia organizacional. Hemmasi, Downes y Varner (2010) validaron el modelo tridimensional tradicional de ajuste de expatriados Velvet y Dodd 3, pero enfatizaron el éxito en el trabajo con el análisis factorial y el soporte de confiabilidad para nueve constructos relacionados con tareas: cultural ajuste, ajuste relacionado con el trabajo, desarrollo profesional, coordinación de HQ-subsidiaria, finalización de tareas, desarrollo profesional / de habilidades, conformación y control de la filial, satisfacción y éxito / efectividad general de la asignación.

##### Resultados del Experimento
| Variable                       | Pretest | Posttest | df | Paired t-test | p    |
| ------------------------------ | ------- | -------- | -- | ------------- | ---- |
| Communication Motivation       | 78.42   | 87.37    | 18 | 2.07          | .05  |
| Engage Diversity               | 79.38   | 85.58    | 18 | 4.26          | .001 |
| Communication Initiation       | 79.47   | 86.32    | 18 | 2.23          | .04  |
| Managing Ambiguity/Uncertainty | 66.84   | 77.89    | 18 | 2.64          | .02  |
| Relocation Motivation          | 81.05   | 90.00    | 18 | 2.77          | .01  |
| Communication Empowerment      | 79.37   | 83.79    | 18 | 2.43          | .03  |
| Social Inclusion               | 78.95   | 86.32    | 18 | 2.69          | .02  |
| Task Confidence                | 65.05   | 70.95    | 18 | 3.13          | .006 |
| Transition Experience          | 82.95   | 89.89    | 18 | 2.91          | .009 |
| Family Interaction             | 81.11   | 88.89    | 18 | 2.40          | .04  |
| Total Readiness Score          | 79.21   | 85.68    | 18 | 4.62          | .001 |

Tras recibir educación en términos de motivación educacional, compromiso en la diversidad, manejo de la incertidumbre, inclusión social e interacción familiar los estudiantes presentaron mejorías en términos de estar listo para una interacción intercultural a niveles más profundos. Esto basado en el resultado final donde mejoraron desde una puntuación de 79. 21 sobre 100 con una educación exclusivamente formal como enseñanza del lenguaje y conocimientos generales de historia; mejorando hasta 85.68 tras recibir educación de tipo emocional y relacionado con las interacciones dentro de la cultura y sus miembros.
De acuerdo al experimento, la enseñanza de comunicación intercultural generalmente subestima la necesidad de conocimiento estructural e individual de reacciones y sentimientos. Temáticamente el tratamiento con las 11 variables indica un cambio significativo en manejar las ambigüedades y complejidades de la cultura, esto evita el etnocentrismo, prepara par ser confiable en las tareas y la interacción participativa con diversas personas y grupos. Siguientes investigaciones deberían considerar como re difinir y reconsiderar estos factores para poder crear un aprendizaje óptimo y futuros desarrollos más robustos.
Discusión y sugerencias para la Educación de Comunicación Intercultural. Este estudio examinó estrategias de preparación a través de un confiable y válido índex de competencias de comunicación intercultural. Los resultados revelaron 11 de 17 (incluido el puntaje total) diferencias significativas desde el grupo de preprueba (pretest) hasta el grupo de postprueba (posttest). Por lo tanto, la hipótesis fue confirmada. Los factores de Educación de Comunicación Intercultural donde los participantes desarrollaron un tratamiento significativo en pre prueba y post prueba incluyeron: motivación comunicacional, integración a la diversidad, iniciativa comunicativa, manejo de la ambigüedad y la incertidumbre, motivación de reubicación, empoderamiento comunicativo, inclusión social, confianza elaborativa, transición de experiencia e interacción familiar. Entre las variables, 3 fueron relevantes desde la pre prueba hasta la post prueba en el control grupal; manejo de la incertidumbre, acomodación familiar e inclusión social. Debido a que solo recibieron cursos de educación general sin una intención clara de instruir en la adaptación, cultura o asimilación, las diferencias inesperadas son un contratiempo. A veces la situación puede resultar de una de las amenazas a la validación interna en experimentos: el efecto del examen repetido. Es decir las tomas repetidas de un examen sin un propósito puede influenciar los puntajes en una post prueba y ser erróneos para un efecto de tratamiento. A esto se relaciona la idea de que con respuestas practicadas pueden provocar una respuesta socialmente deseada donde el examinado siente y tiene una noción de lo que quiere el experimentador y dar de esta manera la respuesta deseada. Sin embargo un estudio como este que aplica para un grupo diseñado para el control experimental normalmente mitiga estos efectos.  
Al comparar la pre prueba con la post prueba, los resultados para la asimetría y curtosis son variables que resultaron mostrarse sin anormalidad, excepto por la acomodación familiar que contenía estudios de estudios de comunicación intercultural. A pesar de los guardianes del diseño y distribuciones normales (excepto pre prueba acomodación familiar), no podemos determinar porque estas diferencias ocurrieron. Una investigación más exhaustiva debería explorar esta comparación. Este estudio responde a inquietudes para un programa de internacionalización mejorado. 
Una alta inversión en educación crea una expectativa de resultados que vayan más allá del mínimo de la conciencia global de los graduados con conocimiento medible de la comunicación intercultural. Así el estudio confirma el valor intrínseco del currículum intercultural y un refuerzo y realce de los resultados de la preparación de los estudiantes multiculturales. Podemos entonces asumir que el mérito en los programas de conciencia global que intencionalmente integran el desarrollo de la comunicación intercultural como el nuevo estándar para la nueva educación intercultural basada en resultados. Estos hallazgos también apuntan a un crecimiento personal y un desarrollo relacionado con los factores de la comunicación intercultural. La revisión de la literatura apunta a la necesidad de la internacionalización curricular enfocada a la conciencia global personal y situacional. De todas maneras, la literatura y este análisis recalcan la necesidad de sobrevalorar para los educadores comunicacionales como las competencias de la interculturalidad exceden la conciencia global o la internacionalización.

###### Otras contribuciones

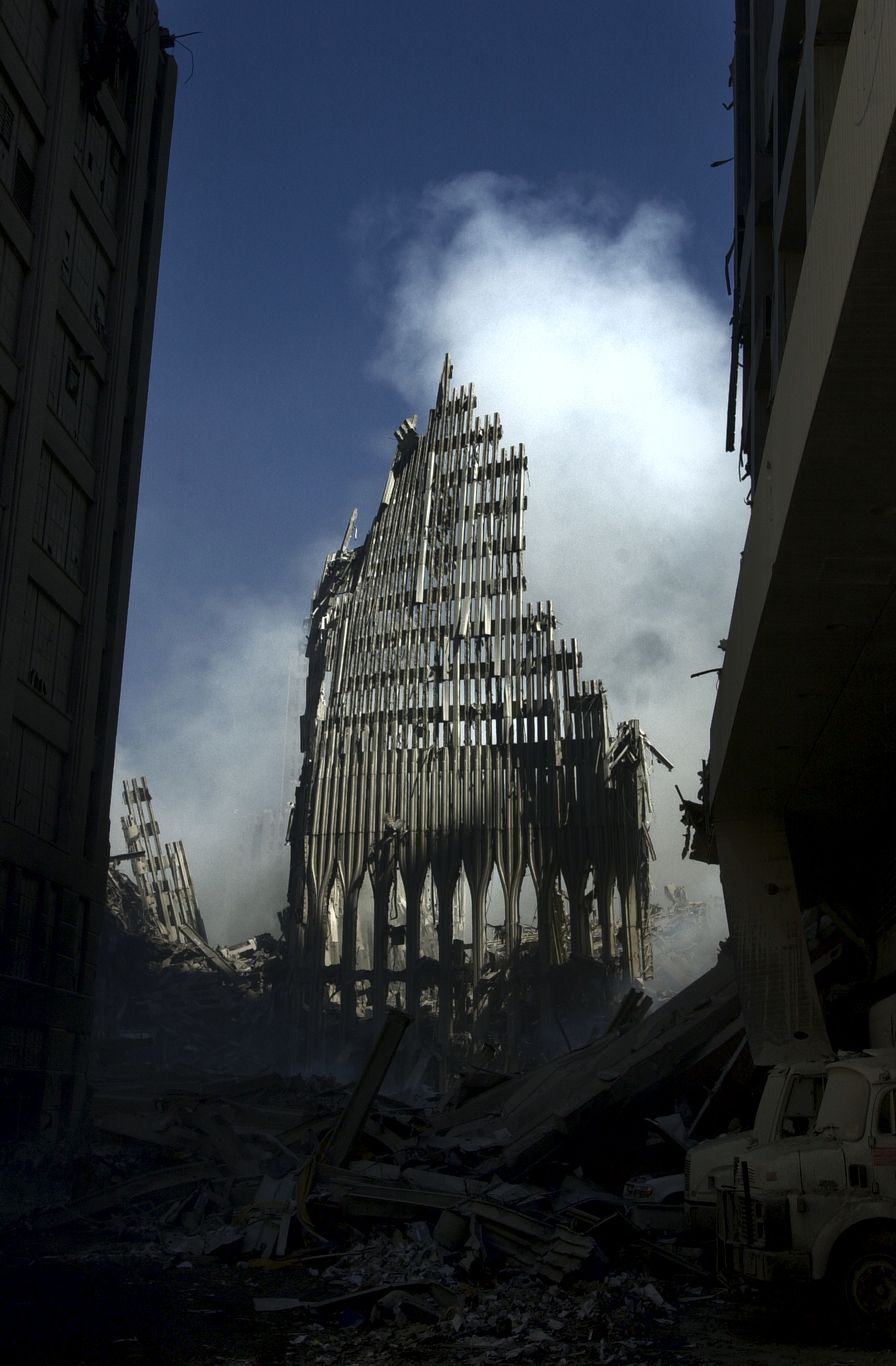
Incidente del 11 de septiembre el cual es usado por el autor para determinar la comunicación intercultural en épocas de crisis.

Se realizó un estudio para identificar y comparar la prevalencia de la aprehensión de la comunicación entre los estudiantes extranjeros, negros y blancos. Los datos de una encuesta de Inglés básico y las clases del discurso fueron utilizados para localizar 83 nonaprensivo y 64 temerosos extranjeros, negros, y los estudiantes blancos, que entonces fueron identificados como baja comunicación aprensivo o alta comunicación aprensivo. Los estudiantes extranjeros incluyeron estudiantes latinoamericanos (63%), de Medio Oriente (23%), asiáticos (7%) y europeos (7%).
Los estudiantes completaron el informe personal de la aprehensión de la comunicación y la escala comparativa de la calificación de las áreas orales de la comunicación (CRSOCA), y las dos variables independientes fueron examinadas mientras que se referían a hablar con una figura de la autoridad, conversación social , discusión grupal y oratoria. Entre otros resultados, el análisis indicó que los grupos blancos reportaron más preocupación que el grupo extranjero por hablar a las figuras de autoridad y por la discusión grupal, y que los negros y blancos eran iguales si se trataba de hablar con una autoridad
Cuando se trata de información sobre crisis, difusión las malas noticias viajan rápidamente a través de las relaciones. Es el resultado de más interpersonal que los medios de comunicación un artefacto de la hora del día (por la mañana, la escuela) en comparación con una noche de la semana o fin de semana o día o noche? Si esto fuera verano, ¿se llamaría la gente y hablaría entre amigos, o padres a niños, o los medios de comunicación proporcionarían una fuente más fuerte de nueva difusión?No podemos saber de este estudio. Sin embargo, si la teoría de la importancia de las fuentes de comunicación interpersonales para la difusión de información de crisis fuera a perdurar, debemos entretener a razones distintas de la conveniencia.
La investigación clásica revisada anteriormente en este trabajo indica la relevancia de las fuentes interpersonales. Por ejemplo, el estudio Steinfatt, et al. indica un rango de 50-70% de fuentes interpersonales de información. Claramente, el liderazgo de opinión, la agenda mediática, los medios de comunicación como fuentes de 9 estudios de comunicación intercultural, (Dodd,2003:3). - los estudios de conciencia de los valores culturales y otros factores contribuyen a una compleja imagen de las mezclas interpersonales de medios de difusión de noticias. En cualquier caso, sin embargo, las noticias orientadas a la crisis y inquietantes pasan rápidamente entre las personas. Además, la gente tiene la necesidad de contar y escuchar malas noticias de fuentes interpersonales. Cuando un amigo, padre o maestro explica los eventos de crisis, estos transportadores interpersonales y primarios de crisis proporcionan una oportunidad cultural para la interpretación, no sólo información.
Descritas en términos teóricos, la motivación para discutir la crisis cultural de interactantes culturalmente similares y el contexto de inmediatez que ofrece la similitud y homofilia con aquellos que conocemos y confiamos, persiste como un modelo que parece explicar gran parte de esta crisis comportamiento. Respuesta emocional a la información de crisis y cambio una segunda pregunta en este estudio exploró la presencia de varias emociones después de la información de la crisis.Relacionada con el impacto inmediato de la información sobre las respuestas afectivas es la cuestión más larga de cómo estas emociones podrían sufrir cambios? ¿cambiarían sus emociones? ¿cómo cambiarían? ¿puede esta perspectiva de tiempo transmitir la penetración en el proceso de comunicación de la crisis sobre la persistencia o el cambio de las emociones vinculadas a la información de crisis? Como se indica en la sección de resultados, los datos indican que la empatía, el orgullo, la esperanza, la tristeza y la seguridad aumentaron en un rango de 10 a 26 puntos porcentuales a lo largo del año. Sin embargo, el miedo, el shock, la confusión, la incertidumbre y la ira disminuyeron de más de 44 a 18 puntos porcentuales durante el año, mientras que las emociones de horror y venganza cambiaron mínimamente. Una explicación para este hallazgo viene de una perspectiva interna a las propias emociones.Esto es, el conjunto de emociones que aumentó se puede calificar como "emociones positivas" en la cultura estadounidense.
Una perspectiva estadounidense-cultural argumenta que las respuestas empáticas, el orgullo saludable y la sensación de seguridad son emociones "correctas para el valor" para experimentar. Por el contrario, el miedo y el shock, la confusión y la incertidumbre, el horror y la venganza se consideran "emociones inapropiadas" para albergar con el tiempo. En este caso, los encuestados reformularon la valencia y la intensidad de las emociones para alinear sus emociones en formas culturalmente aceptables. Para usar la idea de Seeger & Ulmer (2002), el discurso post-crisis presumiblemente permitió que un marco de eventos de crisis se convirtiera en un proceso de organización positivo.
En otras palabras, no es culturalmente apropiado nutrir sentimientos negativos como el miedo, la confusión o la venganza. Sin embargo, es muy apropiado elevar las emociones como la empatía, la esperanza y el orgullo. Se observan algunos límites a este estudio. Mientras que las fuentes interpersonales juegan persistentemente un papel importante en la transmisión de malas noticias, no debemos descontar las fuentes mediadas de difusión de noticias. La difusión del acontecimiento de la crisis necesita examinar la importancia relativa de la sincronización relacionada con fuentes mediadas e interpersonales de la información.